# NGC 6410
NGC 6410 is een dubbelster in het sterrenbeeld Draak. Het hemelobject werd op 2 mei 1887 ontdekt door de Amerikaanse astronoom Lewis A. Swift.